# Моргун, Алексей Григорьевич
Алексей Григорьевич Моргун (6 марта 1925, Приазовье, Украина — 25 апреля 2009) — советский архитектор, главный архитектор Куйбышева (1965—1987), член Союза архитекторов СССР (с 1954 года), заслуженный архитектор РСФСР (1978), почётный гражданин Ленинского района Самары.

## Биография
Родился в 1925 году в Приазовье. В 1941 году эвакуировался с Украины в город Куйбышев, работал на авиационном заводе № 18 клепальщиком на сборке крыла. Участвовал в Великой Отечественной войне. Воевал в Маньчжурии.
В 1951 году окончил Московский архитектурный институт, после чего вместе с супругой Галиной Васильевной Моргун переехал в Куйбышев.
В 1951—1965 годах работал в институте «Гипровостокнефть».
В 1954 году вступил в Союз архитекторов России.
В 1965—1987 годах был главным архитектором Куйбышева.
В 1978 году ему было присвоено почётное звание «Заслуженный архитектор РСФСР». С этого периода начинает преподавать в должности доцента на кафедре архитектурного проектирования Куйбышевского инженерно-строительного института им. А. И. Микояна.
Автор книг, статей и очерков по истории архитектуры Самары и области.
Награждён медалью «За отвагу», орденами Отечественной войны и Трудового Красного Знамени.
Похоронен в Самаре на Рубёжном кладбище.

## Основные работы

### Градостроительные проекты
- комплексные проекты застройки Отрадного и Нефтегорска[2]
- генплан развития Куйбышева до 2005 года (совместно с коллективом «Гипрогор», 1988)[2]

### Архитектурные объекты
- проект областной больницы с грязелечебницей
- клуб «Заря»[2]
- комплекс глазной клиники
- реконструкция Дома Промышленности[2]
- станции Самарского метро «Безымянка» и «Московская»[2]
- проект здания областной администрации[2]
- вычислительный центр ОДУ Средней Волги[2]
- больница нефтяников[2]
- жилые дома на улицах Максима Горького, Водников, Первомайской, Красноармейской[2]
- здание «Горпроекта»[2]
- музей В. И. Ленина[2]

### На посту главного архитектора Самары занимался
- реконструкцией центра города с площадью Славы
- площадью на пересечении проспекта Ленина и улицы Осипенко
- Аллей трудовой славы
- Самарским Заречьем

### Памятники
Автор проектов многих памятников установленных в Самаре:
- Обелиск на месте захоронения Николая Щорса на городском кладбище Самары
- Борцам за установление советской власти в Самаре
- Штурмовику Ил-2
- Максиму Горькому
- А. С. Пушкину[8]
- Василию Арцыбушеву
- Феликсу Дзержинскому[9]

## Семья
- Мать — Моргун Марфа Егоровна[4]
- Сестра[4]
- Супруга — Моргун Галина Васильевна